# Вентура (Нью-Мексико)
Вентура (англ. Ventura) — переписна місцевість (CDP) в США, в окрузі Луна штату Нью-Мексико. Населення — 535 осіб (2020).

## Географія
Вентура розташована за координатами 32°14′38″ пн. ш. 107°41′0″ зх. д. / 32.24389° пн. ш. 107.68333° зх. д. (32.243780, -107.683203).  За даними Бюро перепису населення США в 2010 році переписна місцевість мала площу 14,15 км², уся площа — суходіл.

## Демографія
Згідно з переписом 2010 року, у переписній місцевості мешкало 468 осіб у 190 домогосподарствах у складі 128 родин. Густота населення становила 33 особи/км².  Було 216 помешкань (15/км²).
Расовий склад населення:
| - 81,6 % — білих - 0,9 % — корінних американців - 0,4 % — азіатів - 0,2 % — чорних або афроамериканців - 11,1 % — осіб інших рас |

До двох чи більше рас належало 5,8 %. Частка іспаномовних становила 36,5 % від усіх жителів.
За віковим діапазоном населення розподілялося таким чином: 23,7 % — особи молодші 18 років, 53,4 % — особи у віці 18—64 років, 22,9 % — особи у віці 65 років та старші. Медіана віку мешканця становила 46,0 року. На 100 осіб жіночої статі у переписній місцевості припадало 101,7 чоловіків;  на 100 жінок у віці від 18 років та старших — 101,7 чоловіків також старших 18 років.
Середній дохід на одне домашнє господарство  становив 33 674 долари США (медіана — 29 281), а середній дохід на одну сім'ю — 34 838 доларів (медіана — 29 688). За межею бідності перебувало 25,7 % осіб, у тому числі 0,0 % дітей у віці до 18 років та 0,0 % осіб у віці 65 років та старших.
Цивільне працевлаштоване населення становило 65 осіб. Основні галузі зайнятості: публічна адміністрація — 38,5 %, мистецтво, розваги та відпочинок — 20,0 %, науковці, спеціалісти, менеджери — 6,2 %.